# Tuojiangosaurus
Tuojiangosaurus is een monotypisch geslacht van plantenetende ornithischische dinosauriërs, behorend tot de groep van de Stegosauria en meer bepaald de Stegosauridae, dat tijdens het Late Jura leefde in het zuiden van het huidige China.

## Vondst en naamgeving
In 1974 werden bij de aanleg van de Wujiaba-dam in Zigong in Sechuan de resten gevonden van stegosauriërs. Deze werden opgegraven door Li Xuanmin.

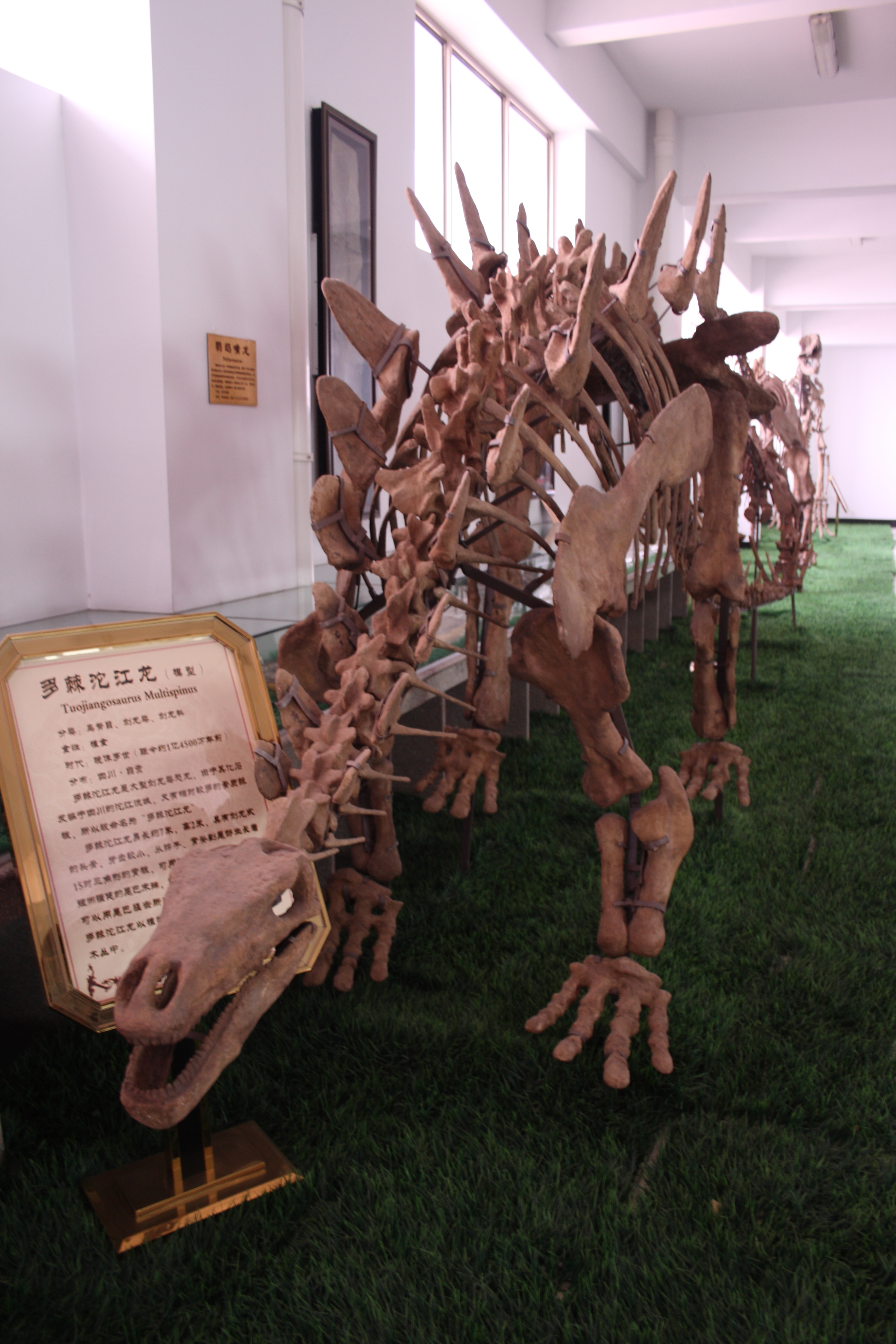
Een skeletmodel in China

Het geslacht werd in 1977 benoemd en beschreven door Dong Zhiming, Zhou Shiwu, Li Xuanmin en Chang Yijong. De typesoort is Tuojiangosaurus multispinus. De geslachtsnaam verwijst naar de rivier (jiang in het Chinees) de Tuo. De soortaanduiding is afgeleid van het Latijnse multus, 'veel', en spina, 'doorn', en verwijst naar het grote aantal rugstekels.
Het holotype CV 209 is gevonden in een laag van de bovenste Shaximiaoformatie, die dateert uit het Oxfordien-Kimmeridgien. Het bestaat uit een vrij volledig skelet dat echter delen van de schedel, onderkaken, hals, staart en ledematen mist. Het was in 1977 het meest complete skelet dat ooit van een stegosauriër in Azië werd aangetroffen. Als paratype werd specimen CV 210 aangewezen, een heiligbeen. Later is er meer materiaal beschreven, inclusief skeletten van jongen. Dit vulde het holotype vooral aan met elementen van de schedel, waaronder de hersenpan en de onderkaak.

## Beschrijving

### Grootte, algemene bouw en onderscheidende kenmerken
Tuojiangosaurus is een vrij grote stegosauride. Gregory S. Paul schatte in 2010 de lichaamslengte op zesenhalve meter, het gewicht op 2,8 ton.
Tuojiangosaurus maakt een wat langgerektere indruk dan andere stegosauriërs. Dat komt doordat de voorkant van de romp wat taps toeloopt en de voorpoten erg kort zijn wat de hele romp verlaagt. Het effect wordt versterkt door een langwerpige schedel en relatief lage platen. De staart is tamelijk kort met een hoge basis en een snel vernauwend uiteinde.
Dong gaf in 1992 een verbeterde diagnose. De snuit is langgerekt. Het jukbeen is gereduceerd. Er zijn drie supraorbitalia boven de oogkas. Het achterhoofd is laag en breed. De tanden zijn klein en overlappen elkaar. Er staan per zijde ongeveer zevenentwintig tanden in iedere kaak. Het heiligbeen heeft vijf wervels. Het sacrale juk heeft drie kleine boonvormige openingen die de sacrale ribben nog scheiden. Het dijbeen heeft 157% van de lengte van het opperarmbeen. De vierde trochanter is gereduceerd en bevindt zich op het midden van de schacht van het dijbeen. Er staan zeventien paar platen en stekels in twee rijen op de nek, rug en staart. Op de nek zijn de platen symmetrisch en peervormig. Er staan grote hoge stekels op de onderrug en de heup. Aan het uiteinde van de staart bevinden zich twee tot vier paar massieve stekels. Het probleem met deze diagnose is dat ze mede bestaat uit kenmerken die met andere stegosauriërs gedeeld worden. Peter Malcolm Galton gaf in 1990 een echte autapomorfie: de voorste staartwervels hebben aan hun doornuitsteeksels van voren naar bezijden lopende beenschorten.

### Skelet

#### Schedel

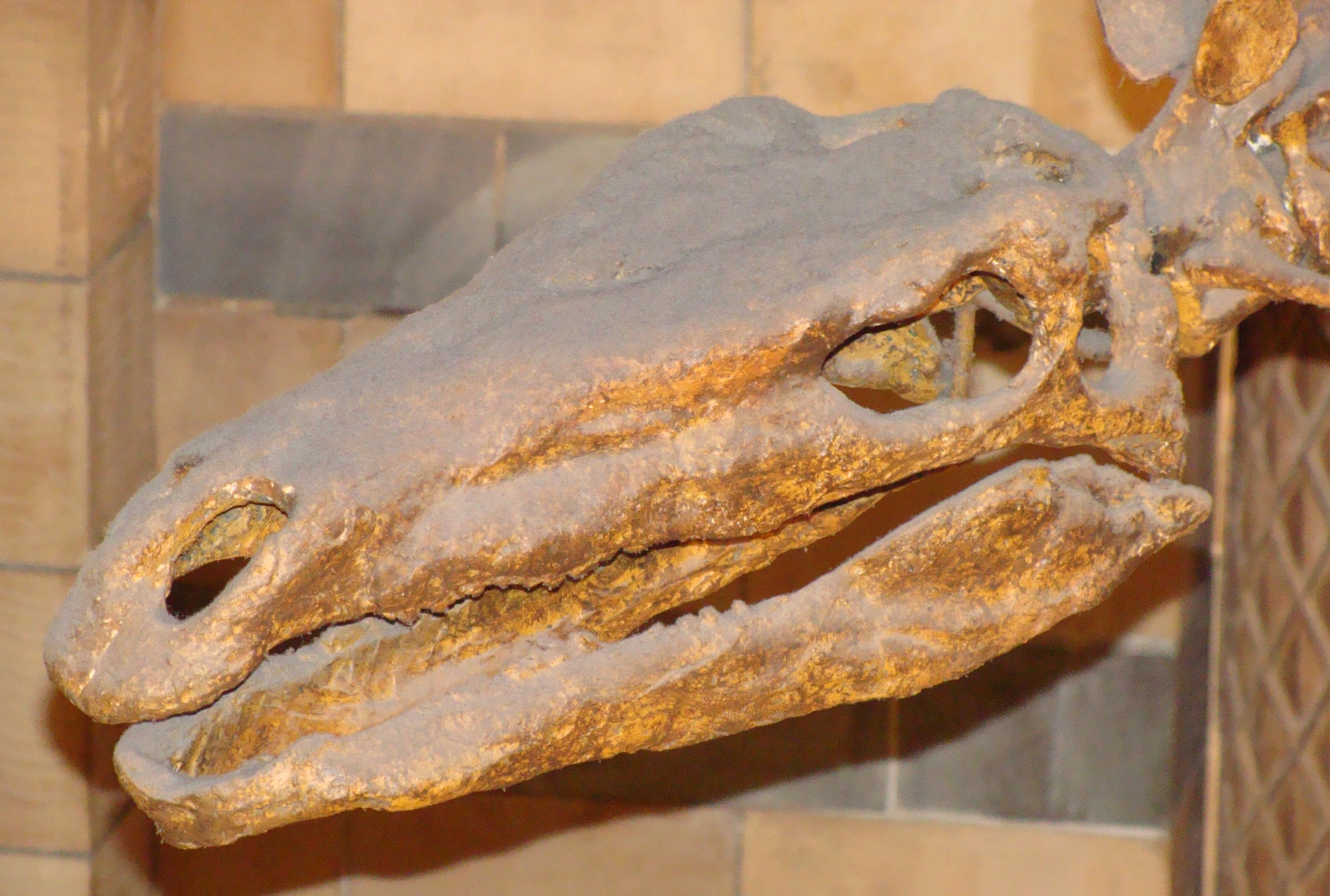
Een afgietsel van een model van de schedel

De schedel van Tuojiangosaurus lijkt sterk op die van Stegosaurus: langwerpig met een spitse wigvormige snuitpunt en een evenwijdig lopend bovenprofiel en kaakrand. Een verschil dat de achterzijde minder afgeplat is: de oogkas is afgerond tot een liggende ovaal, met ongeveer een vijfde van de schedellengte, waarvan de bovenrand iets boven het niveau van de snuit uitsteekt en het onderste slaapvenster is bijna cirkelvormig afgerond. In bovenaanzicht heeft de schedel de vorm van een langwerpige driehoek met een bredere achterste uiteinde.
De praemaxilla is tandeloos. De opgaande takken van de praemaxillae kepen samen van voren de neusbeenderen in. De neusgaten zijn in zijaanzicht spleetvormig, in bovenaanzicht peervormig. De fenestra antorbitalis is gesloten. De maxillaire tanden overlappen elkaar. De voorste tanden zijn wat kleiner dan de achterste. De voorhoofdsbeenderen zijn relatief lang en vormen samen een spitse inkeping in de neusbeenderen. Boven de oogkas bevinden zich drie zeer dikke supraorbitalia. Het wandbeen vormt het hoogste punt van de schedel. De voorste tak van het jukbeen is laag; de breedte overdwars is groter, hoewel het bot niet zeer dik is. Ook de bovenste slaapvensters zijn erg rond.
Het achterhoofd heeft een vierkant profiel. De condylus occipitalis heeft de vorm van een liggende ovaal. De exoccipitalia steken bovenaan schuin naar achteren en bezijden uit onder een hoek van 45°. In de hersenpan is het basioccipitale, de zone van het onderste achterhoofd, langer dan het basisfenoïde, de overgang naar de onderkant.
De onderkaak is achteraan vrij hoog met een klein buitenste venster. De voorkant is relatief laag en eenvoudig van structuur. De onderkaken zijn samen in onderaanzicht U-vormig. Ieder dentarium heeft een lengtegroeve als verankering voor het gezamenlijke predentarium, de beenkern van de ondersnavel. Er zijn minstens vijfentwintig dentaire tanden in de onderkaak, vermoedelijk zesentwintig of zevenentwintig. De dentaire tanden overlappen elkaar vooraan wel, achteraan niet. De tanden van alle kaken hebben een zeer hoge verdikking, cingulum aan de binnenste basis. Die loopt naar boven uit in een verticale middenrichel, die driehoekig is in zijaanzicht met een brede basis. De top van de richel is meteen de top van de tand en draagt een drietal kleine vertandingen. Aan weerszijden heeft ieder tandrand nog zes of zeven vertandingen. De verticale richels zijn bij de achterste tanden hoger.

#### Postcrania

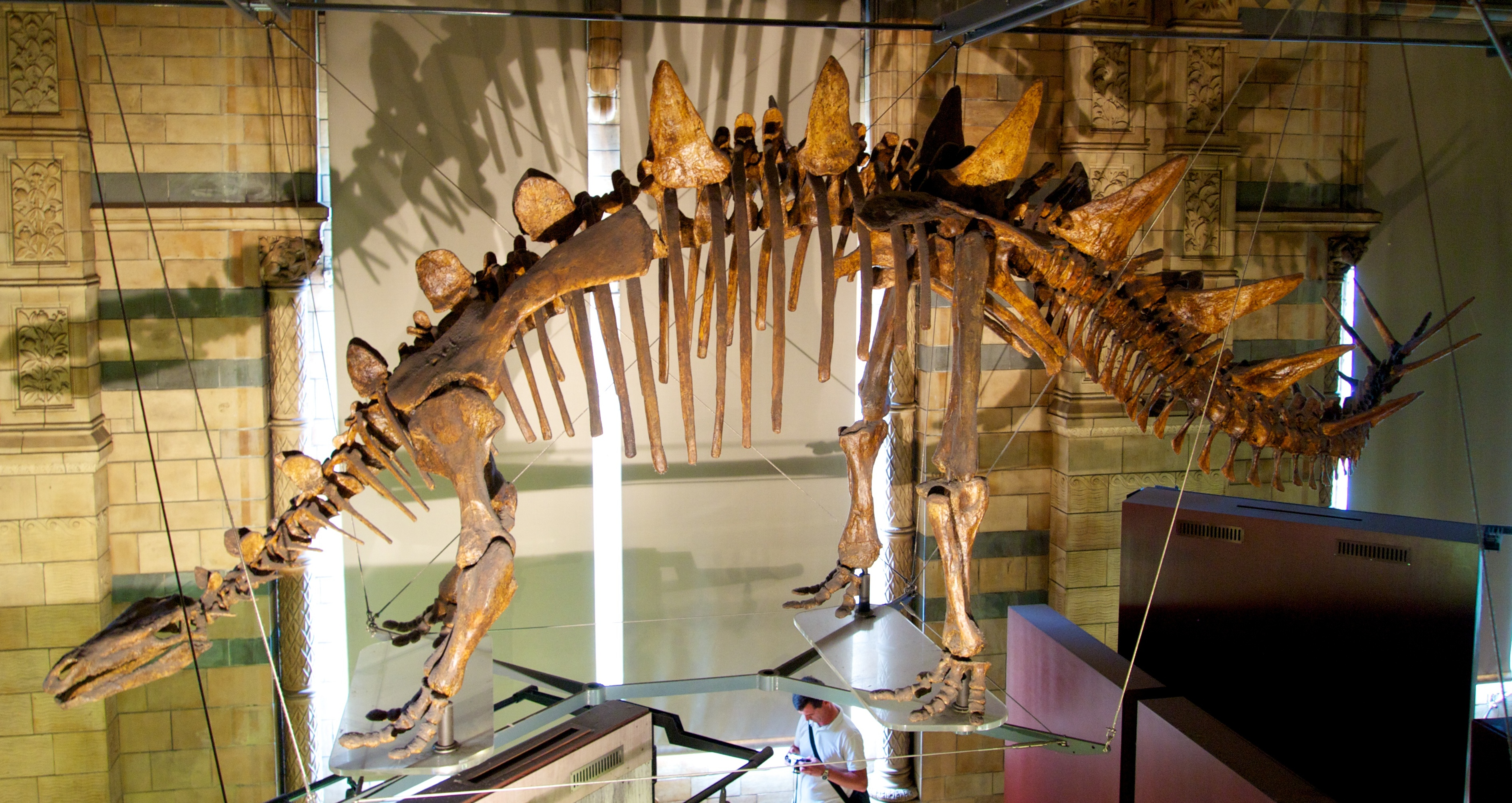
Een afgietsel van een model van het skelet

De precieze indeling van de wervelkolom is onbekend. Dong schatte dat er tien halswervels waren, zeventien ruggenwervels, vier sacrale wervels met ribben, en vijfenveertig staartwervels.

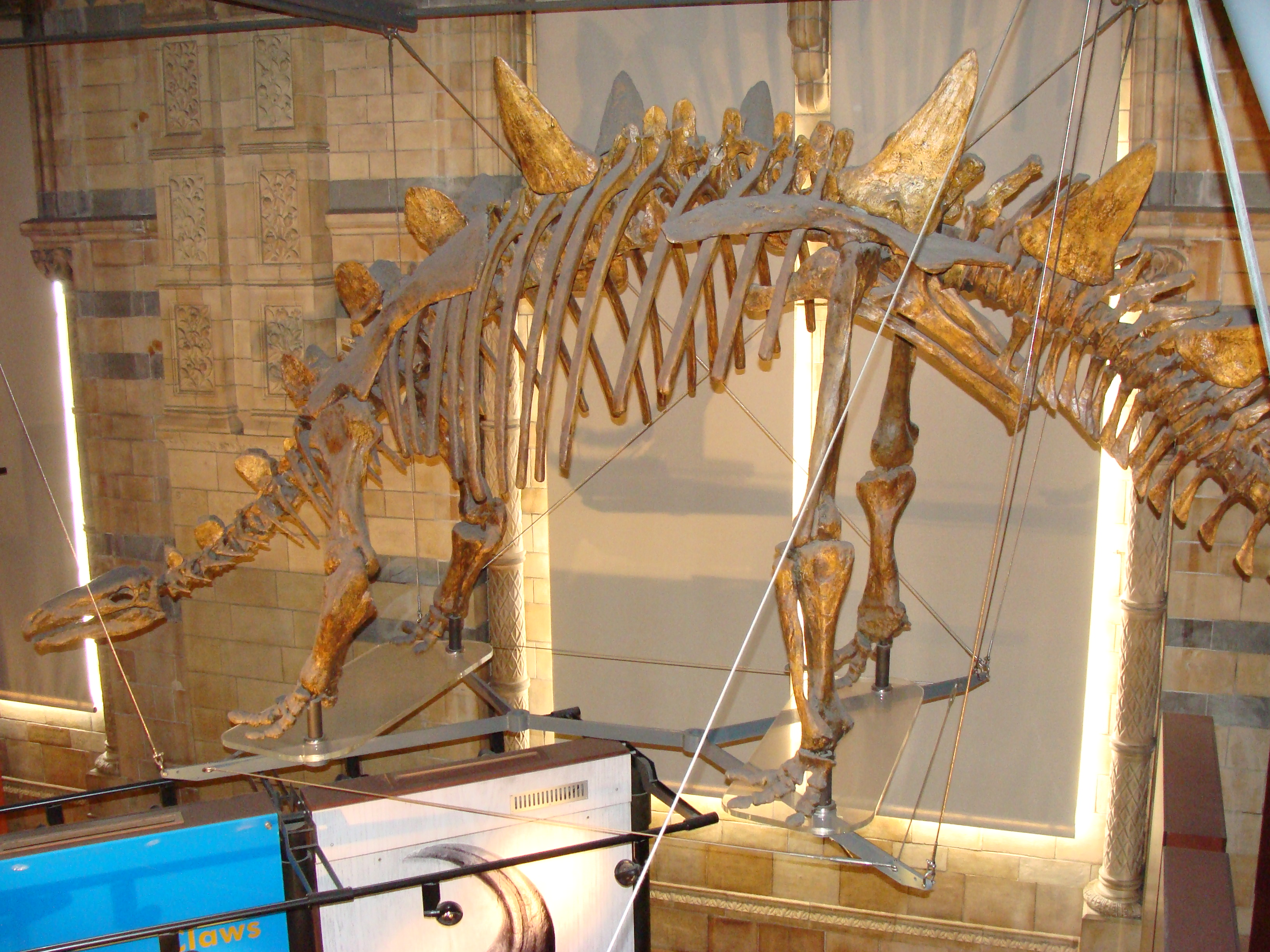
De werkelijk indeling van de wervelkolom is onbekend

De nek is vrij kort en stevig maar niet zo robuust als bij Stegosaurus. Het doornuitsteeksel van de atlas is vergroeid met het intercentrum. Het intercentrum is halvemaanvormig, met de holle kant boven en aan voorzijde en achterzijde hol. De draaier heeft geen kiel aan de onderzijde. De verder halswervels zijn amficoel; de achtste is de langste. De rug is matig gekromd. Het hoogteverschil tussen bekken en voorpoten wordt dus niet overbrugd doordat het voorste deel van de rug plots naar beneden duikt maar door een schuin naar onderen gericht zijn van de romp als geheel. De ruggenwervels zijn amfiplat, gekield en hebben grote ruggenmergkanalen met een cirkelvormige doorsnede. De doornuitsteeksels van de ruggenwervels zijn vrij laag en hebben een gebogen bovenprofiel. Hun wervelbogen zijn daarentegen hoog. De vijftiende ruggenwervel is het langst. Bij de, als we de eerste sacrale wervel zonder ribben meerekenen, vijf sacrale wervels zijn de doornuitsteeksels nog gescheiden door dunne tussenruimten. Vier sacrale wervels hebben met elkaar vergroeide sacrale ribben. Hun onderkanten zijn afgerond en ongekield. De doornuitsteeksels van de staartbasis zijn de hoogste van de wervelkolom. Ze zijn naar achteren gericht maar buigen bovenaan iets naar voren toe. Bovenaan zijn ze matig overdwars verbreed. De voorste staartwervels hebben hoge wervelbogen en een doorsnede als een staande ovaal. De overgang naar de middenstaart, het verdwijnen van de zijuitsteeksels, vindt plaats bij de zeventiende wervel. Bij de middenstaart blijven de doornuitsteeksels tamelijk lang en verbreden in zijaanzicht. De wervels daar zijn ook relatief hoog met een zeshoekige doorsnede. Van de achtendertigste wervel af nemen de centra snel in lengte af.

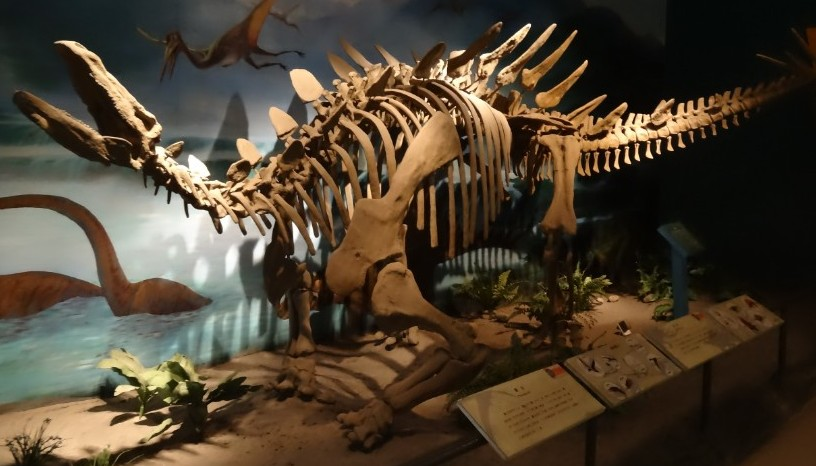
Een opstelling die gebruikmaakt van echte afgietsels van het skelet

Het schouderblad is krachtig, vrij sterk gekromd en naar het bovenste uiteinde verbredend. Door de oriëntatie van de rug als geheel lag het kennelijk bijna evenwijdig aan de ruggengraat. Aan de voorste voorrand heeft het een rechthoekige processus acromialis. In het verlengde daarvan ligt een schuin naar voren en beneden uitstekend, overdwars dun, ovaal ravenbeksbeen, dat met zijn kortere zijde net iets meer dan de helft van de onderkant van het schouderblad raakt. Het opperarmbeen is kort met een brede bovenzijde die zestig procent van de lengte meet, hoewel de deltopectorale kam niet extreem uitsteekt en zijn top heeft op negenentwintig procent van de schachtlengte van boven gemeten. Het onderste uiteinde is verbreed tot tweeëndertig procent van de schachtlengte. De onderarm is relatief kort. De ellepijp heeft een opvallend spits toelopende processus olecrani aan de achterste bovenzijde. De hand is kort. De handklauwen zijn dun en plat.
In het bekken is het darmbeen niet zeer lang, maar wel plat en ver naar bezijden uitstekend. Het voorblad waaiert tongvormig naar voren uit. Bij het achterblad steekt het zijdelingse beenplateau bijna horizontaal uit wat het een aanzienlijke breedte geeft. De achterbladen zijn in onderaanzicht gescheiden door een opvallende grote U-vormige inkeping. Het heupgewricht heeft bovenaan een enorme antitrochanter als contact met het dijbeen. Het schaambeen heeft vooraan een relatief korte en rechte processus praepubicus. Achteraan steekt de schacht vermoedelijk verder uit dan die van het zitbeen en eindigt in een licht verbrede en afgeronde punt. Het dijbeen is lang en recht. De trochanter minor en de trochanter major zijn zwak ontwikkeld. De vierde trochanter is richelvormig. Het onderbeen is kort maar niet extreem. Scheenbeen en kuitbeen zijn vrij rechte en weinig robuuste elementen. Paul modelleerde de voet naar die van Chungkingosaurus als kort.

### Stekels

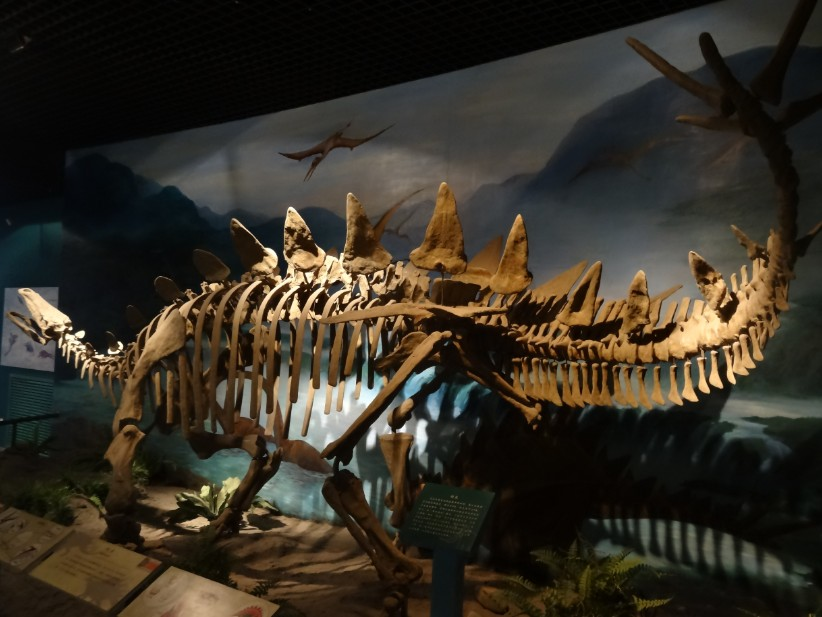
De rugplaten van Tuojiangosaurus waren nogal puntig

Zoals bij de meeste stegosauriërs is er bij Tuojiangosaurus een verschil van interpretatie over het aantal en de plaatsing van de osteodermen, de huidverbeningen. Die worden namelijk zelden aangetroffen in hun natuurlijke positie. Dong ging uit van minstens zeventien paar platen en stekels, indien er twee paar staartstekels als een "Thagomizer" op het uiteinde van de staart stond. Hij hield het echter ook voor mogelijk dat er vier paar stekels deel uitmaakten van dit slagwapen, wat het totaal op negentien zou brengen. Paul dacht dat de Thagomizer gevormd was met twee paar horizontale zijstekels en een uiterste langwerpig paar dat bijna recht naar achteren gericht was. Hierbij baseerde hij zich op het Chungkingosaurus sp. 3 specimen CV 00208, daar hij meende dat dit slechts een kleiner individu van Tuojiangosaurus vertegenwoordigde. De zijstekels zijn grote en spitse structuren met een zware basis.

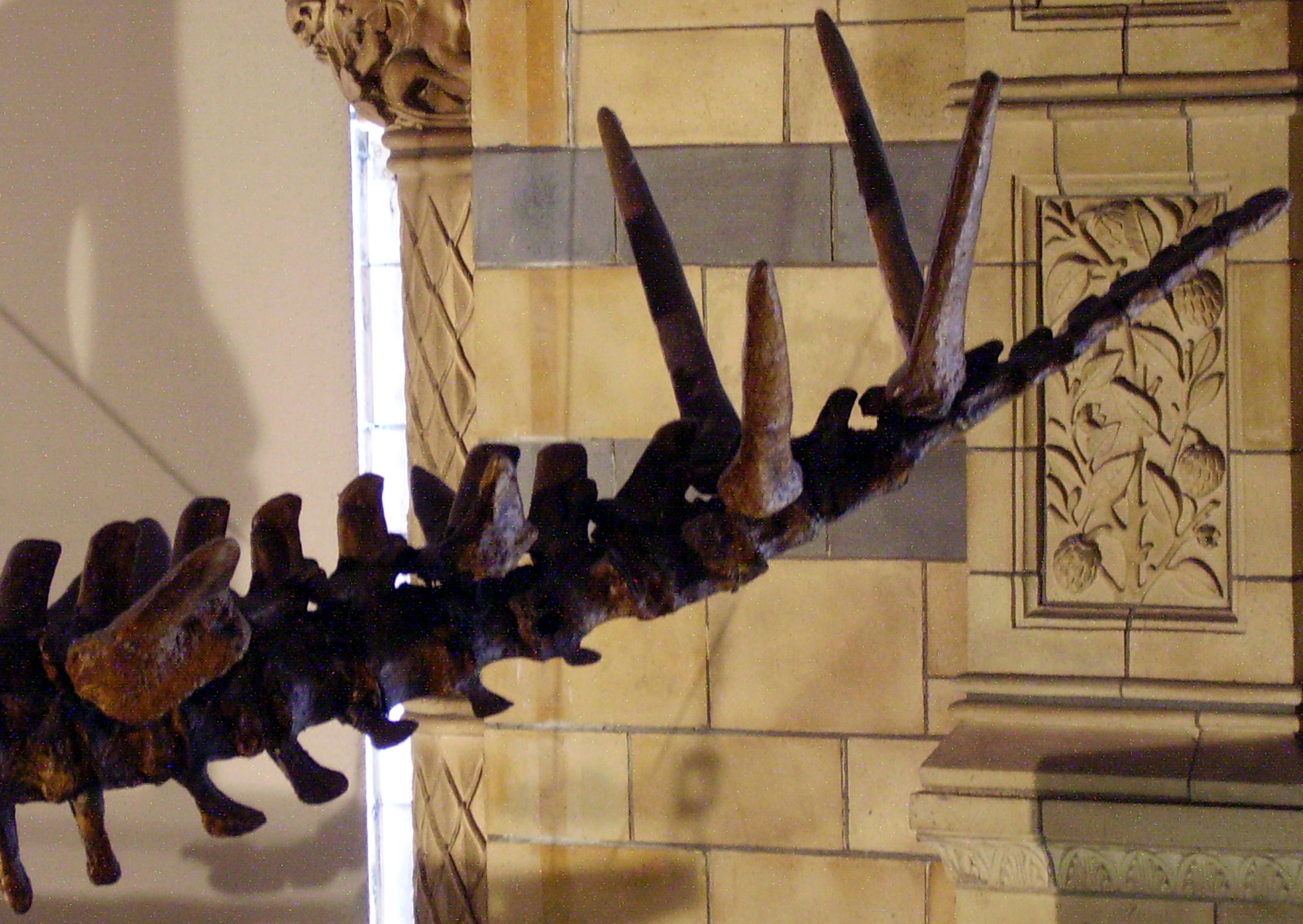
De "Thagomizer" bestond wellicht uit twee paar stekels

Minder omstreden is de vorm van de platen, maar er is wel onenigheid over hun indeling. Op de nek en voorste rug stonden volgens Paul zes paar afgeronde platen die naar achteren geleidelijk in grootte toenamen. De platen hebben een verdikt midden alsof ze uit stekels geëvolueerd zijn. Tussen bekken en schouderblad stonden drie paar hoge driehoekige osteodermen die het midden hielden tussen plaat en stekel. Op de heup wees een wat kleiner paar puntig schuin naar achteren. Op de staart stonden verder nog vijf of zes paar puntige platen, langzaam in grootte afnemend. Dong had een wat andere indeling waarbij hij ervan uitging dat elke twee wervels van de nek en de rug een overspannend paar platen hadden. Dat levert vijf paar op voor de nek en zeven voor de rug. Op de heup stond volgens hem dan nog een paar en verder drie paar op de staart. Dit kon echter niet bewezen worden door in verband liggende resten. Alle platen hebben wat bolle randen zodat het er niet op lijkt dat ze door de hoorschachten sterk verlengd waren.
In 1986 werd een exemplaar gemeld met schouderstekels, spinae parascapulares, maar later werd dat benoemd tot een apart geslacht Gigantspinosaurus.

## Fylogenie

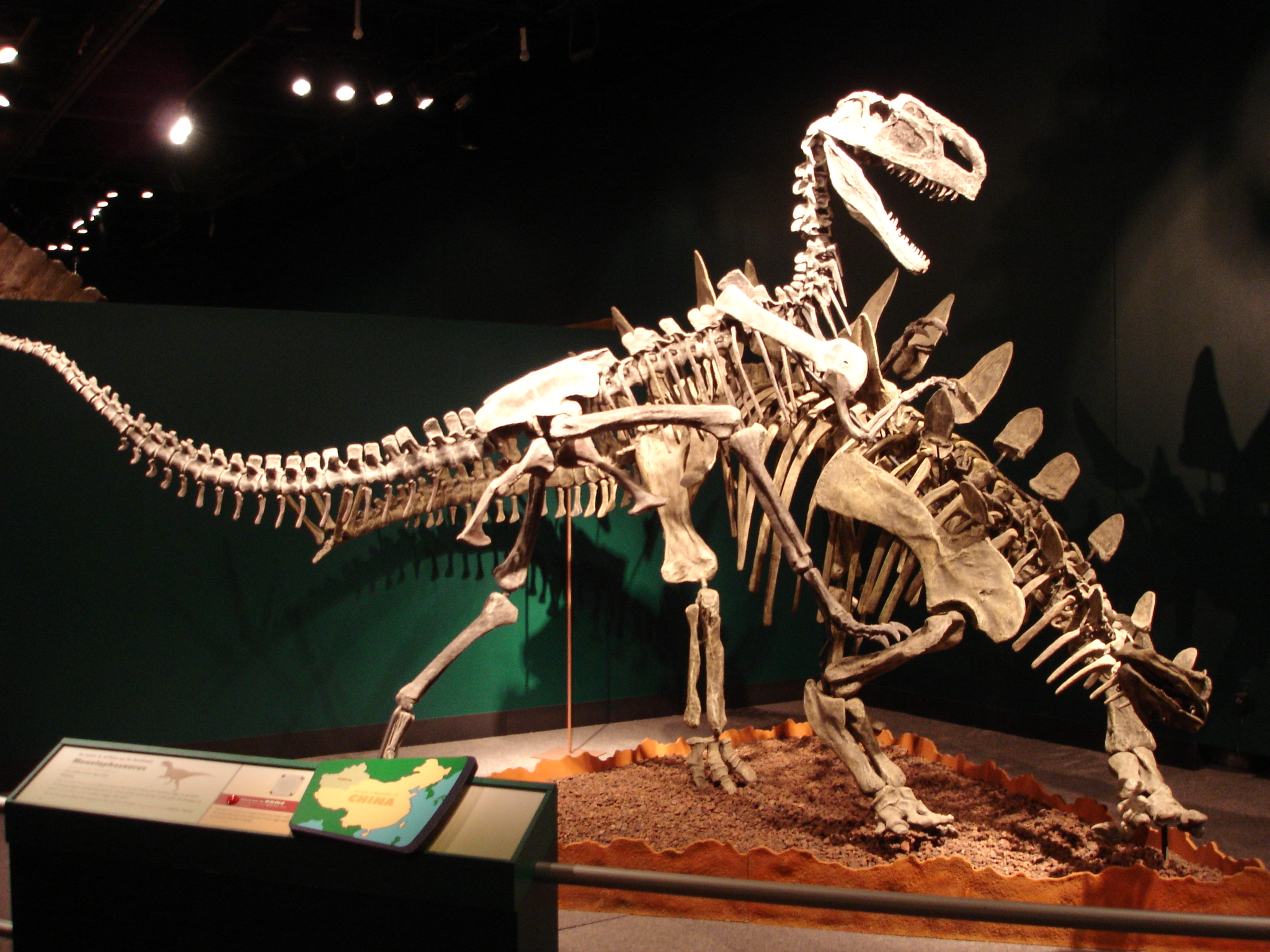
Tuojiangosaurus wordt aangevallen door Monolophosaurus

Tuojiangosaurus werd in 1977 door Dong in de Stegosauridae geplaatst, meer bepaaldelijk in de Stegosaurinae. In 2004 vond een cladistische analyse van Galton de soort in een vrij afgeleide positie, als zustersoort van Chialingosaurus. Een analyse van Susannah Maidment uit 2006 bevestigde de positie in de Stegosauridae.

## Levenswijze
De habitat van Tuojiangosaurus, de Shaximiao, was dicht bebost, warm en vochtig met meren en rivieren. Tuojiangosaurus deelde zijn leefgebied met vele sauropoden zoals de langnekkige Mamenchisaurus en Omeisaurus. Vermoedelijk voedde hij zich met lagere plantenlagen. De stekels konden dienen als verdediging tegen Sinraptor en Yangchuanosaurus. In de bovenste Shaximiaoformatie kwamen nog twee stegosauriërs voor: Chialingosaurus, Chungkingosaurus en Gigantspinosaurus. Of ze precies in dezelfde tijd leefden en zo ja, hoe dan de nicheverdeling was, is onzeker. Gigantspinosaurus werd eerst met Tuojiangosaurus verward maar lijkt heel anders gebouwd met veel hogere poten. Van Chialingosaurus zijn alleen onvolwassen en zeer fragmentarische exemplaren bekend. Het zou het jong van Tuojiangosaurus kunnen zijn, zoals Paul suggereerde, als daarvan tijdens de rijping de poten veel zwaarder werden en de stekels dikker. Van Chungkingosaurus meende hij hetzelfde.